# Monteprandone
Monteprandone é uma comuna italiana da região das Marcas, província de Ascoli Piceno, com cerca de 10 345 habitantes. Estende-se por uma área de 26 km², tendo uma densidade populacional de 398 hab/km². Faz fronteira com Acquaviva Picena, Colonnella (TE), Controguerra (TE), Martinsicuro (TE), Monsampolo del Tronto, San Benedetto del Tronto.

## Demografia
| Variação demográfica do município entre 1861 e 2011                               |
|                                                                                   |
| Fonte: Istituto Nazionale di Statistica (ISTAT) - Elaboração gráfica da Wikipedia |